# Egeris Sogn
Egeris Sogn er et sogn i Skive Provsti (Viborg Stift). Sognet ligger i Skive Kommune (Region Midtjylland). Indtil Kommunalreformen i 2007 lå det i Skive Kommune (Viborg Amt), og indtil Kommunalreformen i 1970 lå det i Hindborg Herred (Viborg Amt). I Egeris Sogn ligger Egeris Kirke.
Egeris Sogn omfatter de sydlige bydele i Skive By. Sognet er oprettet i slutningen af 1900-tallet. Tidligere benyttede beboerne kirkerne i Skive. Indtil 1950 lå det meste af området i Skive Landsogn, og det var en del af Skive Landssogn-Resen Sognekommune. Brårup har dog hørt under Skive Købstad siden 1500-tallet. Skelhøj kom også under købstaden før 1950. 
I Egeris Sogn findes flg. autoriserede stednavne:
- Bilstrup (bebyggelse)
- Brårup (bebyggelse)
- Egeris (bebyggelse, ejerlav)
- Dalgas (bebyggelse)
- Skelhøj (bebyggelse)
- Årbjerg (bebyggelse)